# Gènesi de Viena
El Gènesi de Viena (Viena, Österreichische Nationalbibliothek, cod. theol. gr.31) és un manuscrit il·luminat compost probablement a Síria a la primera meitat del segle vi, probablement durant el regnat de Justinià I, entre els anys 526 o 531 fins al 595. És el més antic i millor conservat còdex bíblic il·lustrat que ha arribat als nostres dies.
El text és un fragment del llibre del Gènesi a la traducció grega de la Septuaginta, amb freqüents abreviatures. Se'n conserven 24 folis, cadascú amb una miniatura al final, a ambdós costats. Se considera que originàriament estava compost per aproximadament 96 pàgines i 192 il·lustracions. Està escrit en caràcters uncials amb tinta platejada en pell de vedell, tenyit amb la mateixa porpra que s'usava per tenyir les robes imperials, i en conseqüència forma part de la família de Codex purpureus. La seva qualitat sembla indicar que va estar destinat a l'ús a Constantinoble potser per a la litúrgia imperial.
Les il·lustracions estan dibuixades a l'estil naturalista habitual a la pintura romana de l'època, transició entre les pròpies dels rotlles de papir i les posteriors dels manuscrits medievals, car comença a mostrar-se falta de cohesió espacial, per mostrar diverses figures dintre de la il·lustració. Cada il·lustració pot representar dos o més episodis d'una mateixa història, i en conseqüència és freqüent que un mateix personatge aparegui repetides vegades en una il·lustració. Una de les escenes més importants i millor conservades és la de Rebeca sortint de Jericó a la recerca d'aigua per als camells. En una mateixa escena es representa Rebeca dues vegades: cercant aigua i, al costat mateix, donant-li ella mateixa als camells.
Algunes mostren episodis no extrets del text bíblic, per la qual cosa es pensen que puguin derivar d'alguna paràfrasi jueva.
Encara que no s'ha conservat l'enquadernació original, la qualitat del manuscrit fa suposar que era de gran qualitat, probablement adornada amb joies i or.

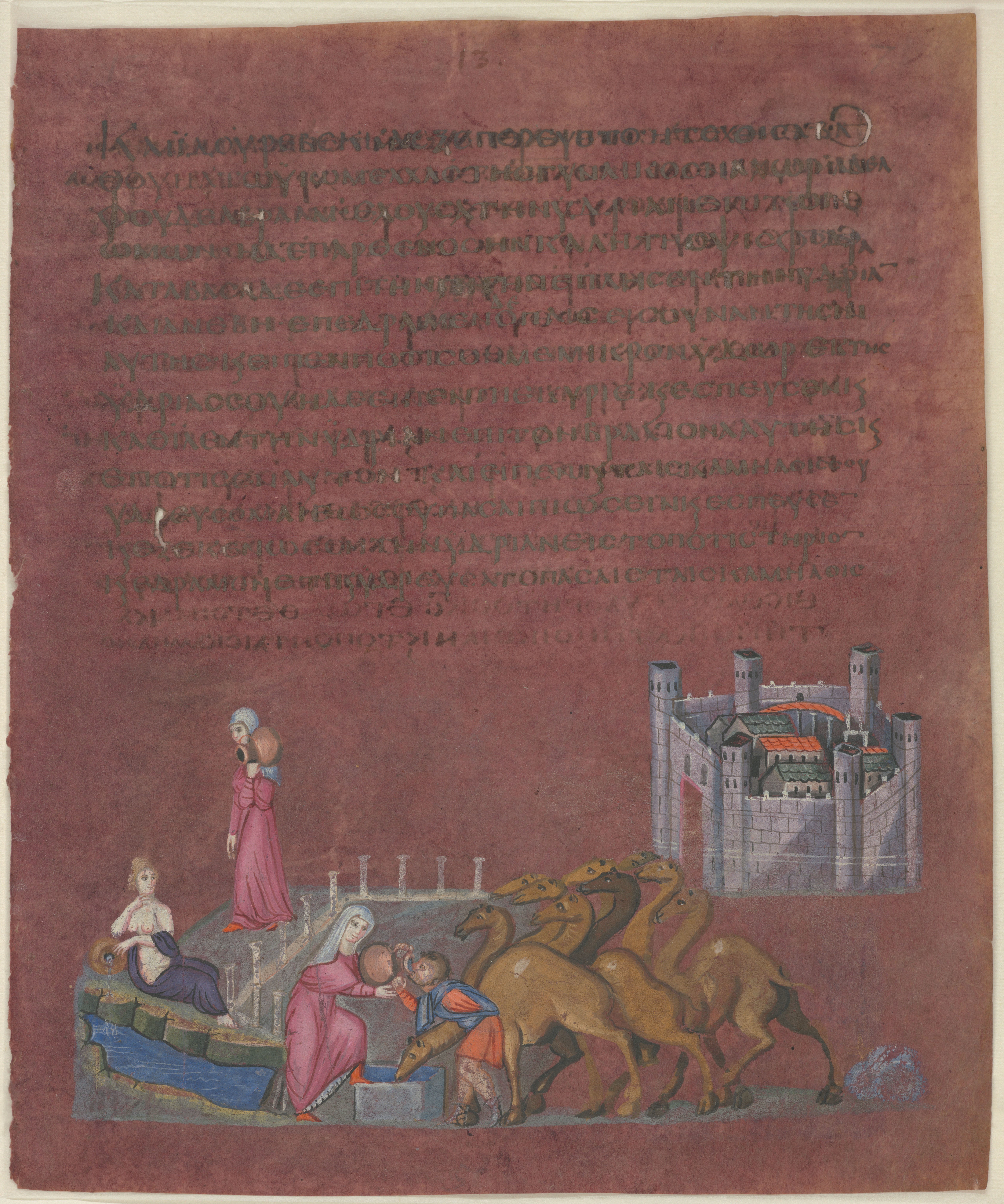
Rebeca donant aigua als camells
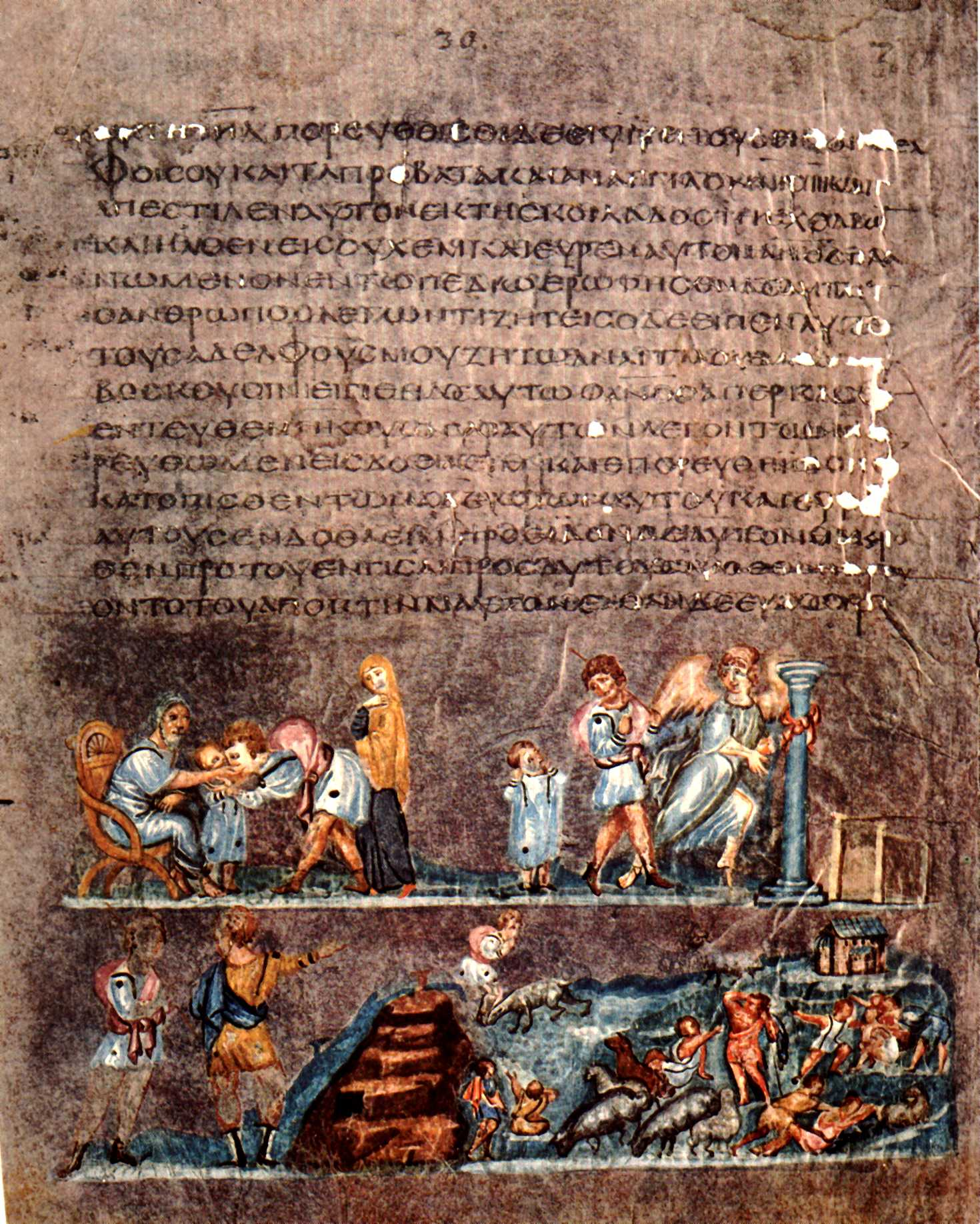
El comiat de Josep
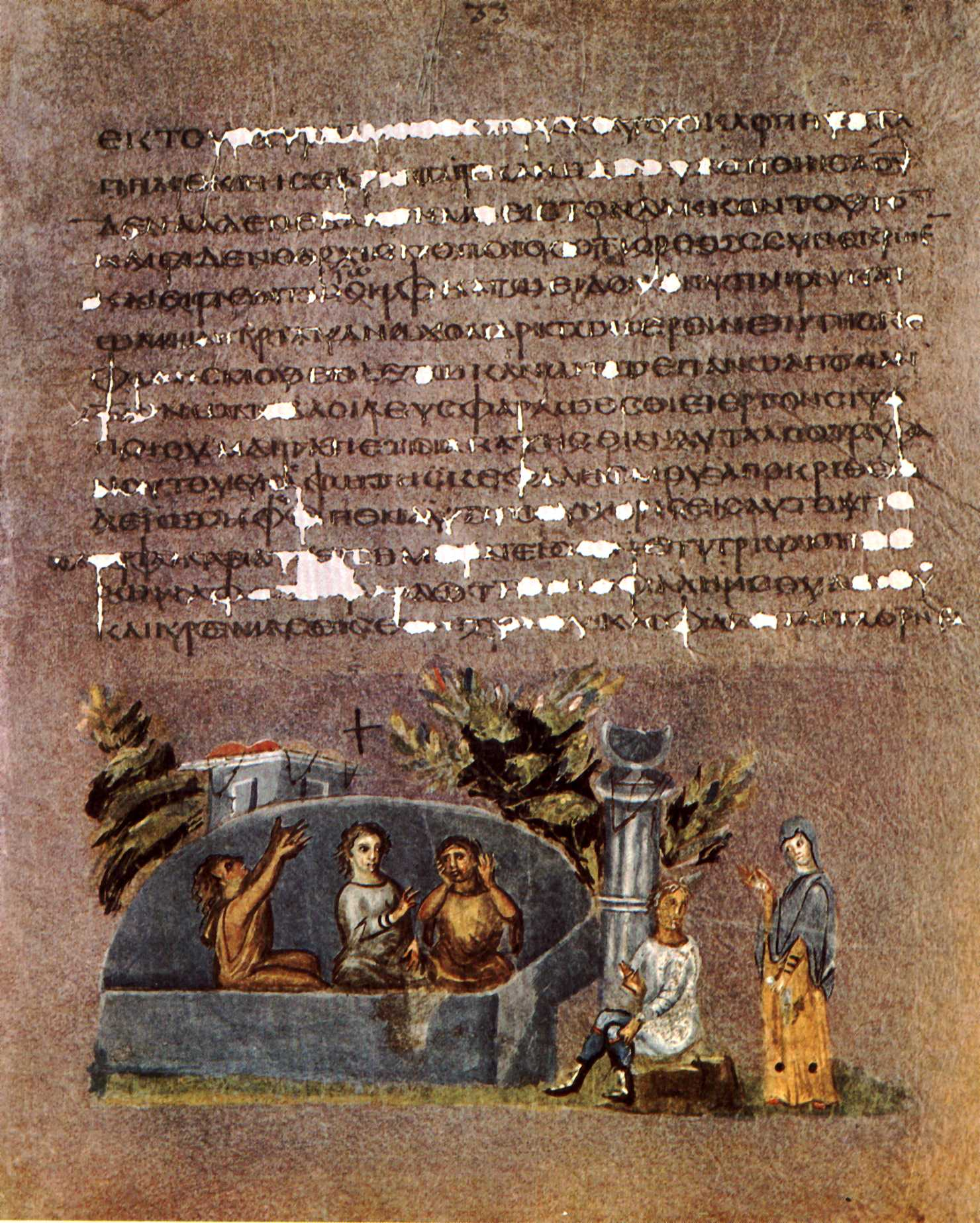
Josep a la presó
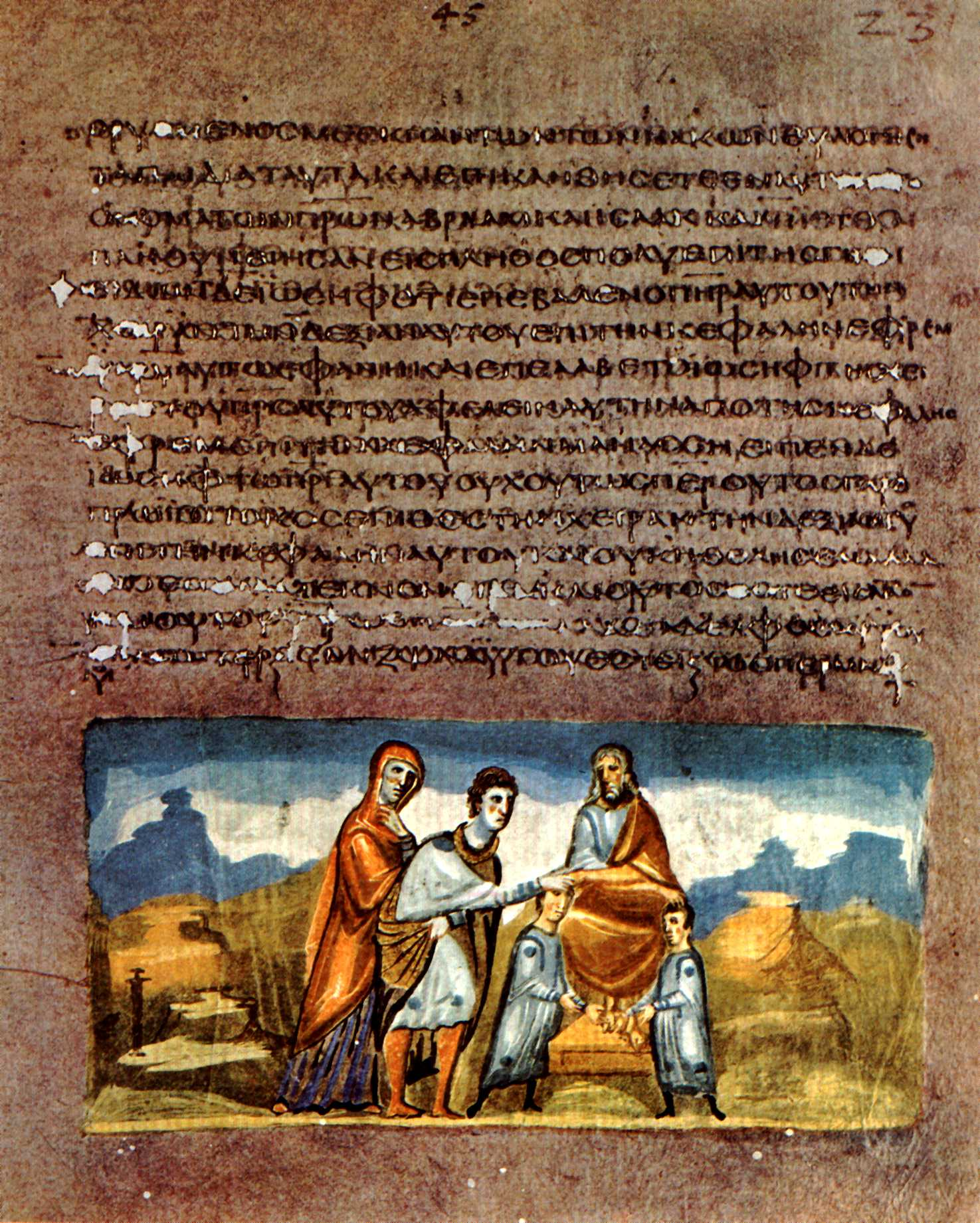
Benedicció d'Efraïm i Manassès